# Gran Premi de Gran Bretanya del 1983
Resultats del Gran Premi de la Gran Bretanya de Fórmula 1 de la temporada 1983, disputat al circuit de Silverstone el 16 de juliol del 1983.

## Resultats
| Pos | No | Pilot              | Equip               | Voltes | Temps/ Retirada          | Pos. de sortida | Punts |
| --- | -- | ------------------ | ------------------- | ------ | ------------------------ | --------------- | ----- |
| 1   | 15 | Alain Prost        | Renault             | 67     | 1h 24' 39. 780           | 3               | 9     |
| 2   | 5  | Nelson Piquet      | Brabham - BMW       | 67     | + 19.161 s               | 6               | 6     |
| 3   | 27 | Patrick Tambay     | Ferrari             | 67     | + 26.246 s               | 2               | 4     |
| 4   | 12 | Nigel Mansell      | Lotus - Renault     | 67     | + 38.952 s               | 18              | 3     |
| 5   | 28 | René Arnoux        | Ferrari             | 67     | + 58.874 s               | 1               | 2     |
| 6   | 8  | Niki Lauda         | McLaren - Ford      | 66     | + 1 Volta                | 15              | 1     |
| 7   | 23 | Mauro Baldi        | Alfa Romeo          | 66     | + 1 Volta                | 11              |       |
| 8   | 22 | Andrea de Cesaris  | Alfa Romeo          | 66     | + 1 Volta                | 9               |       |
| 9   | 7  | John Watson        | McLaren - Ford      | 66     | + 1 Volta                | 24              |       |
| 10  | 25 | Jean Pierre Jarier | Ligier - Ford       | 65     | + 2 Voltes               | 25              |       |
| 11  | 1  | Keke Rosberg       | Williams - Ford     | 65     | + 2 Voltes               | 13              |       |
| 12  | 2  | Jacques Laffite    | Williams - Ford     | 65     | + 2 Voltes               | 20              |       |
| 13  | 3  | Michele Alboreto   | Tyrrell - Ford      | 65     | + 2 Voltes               | 16              |       |
| 14  | 4  | Danny Sullivan     | Tyrrell - Ford      | 65     | + 2 Voltes               | 23              |       |
| 15  | 30 | Thierry Boutsen    | Arrows - Ford       | 65     | + 2 Voltes               | 17              |       |
| 16  | 33 | Roberto Guerrero   | Theodore - Ford     | 64     | + 3 Voltes               | 21              |       |
| 17  | 29 | Marc Surer         | Arrows - Ford       | 64     | + 3 Voltes               | 19              |       |
| Ret | 9  | Manfred Winkelhock | ATS - BMW           | 49     | Motor                    | 8               |       |
| Ret | 26 | Raul Boesel        | Ligier - Ford       | 48     | Suspensions              | 22              |       |
| Ret | 32 | Piercarlo Ghinzani | Osella - Alfa Romeo | 46     | Prob. amb el combustible | 26              |       |
| Ret | 35 | Derek Warwick      | Toleman - Hart      | 27     | Caixa canvi              | 10              |       |
| Ret | 6  | Riccardo Patrese   | Brabham - BMW       | 9      | Turbo                    | 5               |       |
| Ret | 40 | Stefan Johansson   | Spirit - Honda      | 5      | Prob. amb el combustible | 15              |       |
| Ret | 16 | Eddie Cheever      | Renault             | 3      | Motor                    | 7               |       |
| Ret | 36 | Bruno Giacomelli   | Toleman - Hart      | 3      | Turbo                    | 12              |       |
| Ret | 11 | Elio de Angelis    | Lotus - Renault     | 1      | Turbo                    | 4               |       |
| NVQ | 34 | Johnny Cecotto     | Theodore - Ford     |        |                          |                 |       |
| NVQ | 31 | Corrado Fabi       | Osella - Alfa Romeo |        |                          |                 |       |
| NVQ | 17 | Kenny Acheson      | RAM - Ford          |        |                          |                 |       |

## Altres
- Pole: René Arnoux 1' 09. 462

- Volta ràpida: Alain Prost 1' 14. 212 (a la volta 32)